# Englishtown
Englishtown es un borough ubicado en el condado de Monmouth en el estado estadounidense de Nueva Jersey. En el año 2010 tenía una población de 1,847 habitantes y una densidad poblacional de 1,231 personas por km².

## Geografía
Englishtown se encuentra ubicado en las coordenadas 40°17′46″N 74°21′35″O / 40.29611, -74.35972.

## Demografía
Según la Oficina del Censo en 2000 los ingresos medios por hogar en la localidad eran de $57,557 y los ingresos medios por familia eran $73,750. Los hombres tenían unos ingresos medios de $50,694 frente a los $33,068 para las mujeres. La renta per cápita para la localidad era de $23,438. Alrededor del 7.2% de la población estaba por debajo del umbral de pobreza.